# 시스템 분석
시스템 분석(systems analysis)은 최종 사용자가 요구하는 정보를 분석하는 일이다. 새로 정보시스템을 설계할 때 기초가 되는 기능적 요구사항을 산출한다. 전통적으로 시스템 분석에서는 조직과 최종사용자의 요구사항, 현 시스템의 제반활동, 자원 및 산출물, 최종 사용자와 기타 잠재 사용자의 요구사항을 충족시키는 데 필요한 정보시스템 능력을 산출한다.

## 정의
시스템 분석이라 함은 조직내의 각 성분 그리고 이 성분간의 상호관계 및 과정을 선택 발췌하여 어떤 특정한 목적을 성취시키는 학문이라고 할 수 있다. 특정한 목적이라 하는 의미는 상당히 광범위한 것으로서 복잡한 기계조직의 설계·진단 또는 수행의 평가를 의미할 수도 있으며 군대의 무기체제를 효과적으로 하기 위한 수단에서부터 회사내의 정보전달을 위한 사무절차에 이르기까지 여러 가지가 될 수 있다. 특히 최근 조직분석은 경영면에 급격히 이용되고 있으며 현저한 발달을 보이고 있다. 예를 들면 투자를 효과적으로 하기 위한 정확한 선택안의 구성 및 평가, 그리고 활동범위와 평가 기준의 설립, 장기·단기계획의 조성, 목적과 가치기준의 설립 및 진단 또는 잘못된 부분에 대한 수정 및 통제 등의 기능을 취급하며, 궁극적으로는 특정한 목적을 수행할 수 있는 새로운 조직의 설계 또는 기존조직의 개선을 달성하는 것이다.

## 시스템의 정의
시스템분석은 시스템의 정의로부터 시작된다. 즉, 달성하려는 특정한 목표는 어떠한 것인가, 그리고 이 목표달성을 위한 분야는 어떤 것인가 예를 들면 특정한 목표가 생산부의 생산에 관한 문제인가 또는 판매문제인가, 그렇지 않으면 회사 전체가 자재 및 정보의 흐름을 개선하는 목표인가 하는 여러 문제에 대해서 우선 정의를 내리는 것이다.
따라서 바꾸어 말하면 분석할 시스템의 한계, 즉 분야를 결정하는 문제부터 시작된다. 그리고 이와 같이 정의된 조직내에서 영향을 미칠 수 있는 요소들을 찾아내고 각 요소간의 상호관계를 명확히 규명한다.
이와 같은 조직의 정의는 조직분석의 제1단계이며, 모든 조직은 다음과 같은 3가지 형태로 그 운영을 하고 있다고 정의를 내릴 수 있다.

#### 변형운영
이것은 가장 간단하면서도 복잡한 조직체의 운영형태로서 조직은 단지 변형하는 기능뿐인 경우다. 예를 들면 다음과 같다.
1. 쿡은 매일 밀가루 10kg, 버터 1kg, 설탕 4kg, 달걀 20개를 받으면 과자 10상자를 만든다. ② 주문접수부는 주문을 받으면 주문된 물건의 수와 단위당 가격을 표시하여 합계를 낸 다음제품출하부로 보낸다. ③ 조직의 운영은 인풋(input)인 가 들어오면  로서 나타나는 아웃풋(output)를 발견하는 것이다. 이와 같은 변형운영의 경우에는 인풋이 주어졌을 때, 어떠한 정의된 결과, 즉 아웃이 나타나는가 하는 것을 충분히 기술할 수 있어야 한다.
2. 검은 상자의 개념 ― 변형 운영의 경우에서는 인풋이 아우트풋으로 어떻게 변형되는가에 대해서는 일체의 언급이 없었다. 쿡은 자기 나름의 과자를 만들며 주문접수부는 회사의 어떤 규칙에 의해서나, 그리고 라는 아웃은 계산기 또는 손으로 계산할 수 있는 것이다. 이와 같이 이유를 알 필요가 없는 변형을 '검은 상자'로 생각하며 이 검은 상자는 여러 항목의 행동적 및 운영적 규칙의 집합이라고 정의할 수 있다. 그리고 조직분석에서 '검은 상자'는 다음과 같은 가정을 내린다.

① 변형의 일관성：검은 상자의 행동적 및 운영적 정의는 최소한 예기할 수 있는 기간 동안은 변형이 일관성을 가지고 있다고 가정한다. ② 독립성：검은 상자의 변형기능은 다른 검은 상자의 영향을 받지 않으며 2개의 검은 상자를 통합할 경우 새롭고 다른 '검은 상자'가 될 수 있다. ③ 인풋에 대한 아웃의 양립： 어떠한 검은상자의 아웃풋과 이것이 다른 검은상자의 인풋이 될 경우 양자는 상호 모순이 없어야 한다.

#### 논리적 운영
조직의 변형이 어떤 조건에 의해서 운영될 경우 조직은 논리적 운영을 한다고 정의한다. 예를 들면 다음과 같다.
① 만일 불량률이 4% 이상 되면 계획 A를 실시하라. 그렇지 않다면 B를 실시하라. ② 만일 시계가 12시 05분을 가리키면 포격을 가하라. ③ 만일 주문이 100개 이상일 경우, 10%를 할인하라.
논리적 운영에서는 가장 간단한 형태로서 이와 같은 가부형태(可否形態)가 있으며 중요한 개념으로는 루프(loop)와 디시전 트리(decision tree)의 개념이 있다.

#### 수정운영
셋째번의 조직운영은 수정 또는 피드백 상자라 하는 형태이다. 이것은 어떤 조직체에서든 인풋을 받고 변형에 의해서만 작동한다. 변형의 결과는 검사되고 아웃풋은 인풋의 기준에 의하여서 비교되면서 만일 어떠한 잘못이 생긴다면 이것은 적당한 과정을 통하여 아웃이 수정되는 형태의 조직체인 것이다.

### 시스템분석의 시험
분석가의 필요에 의해서 임의로 조직을 정의하고 조직의 운영상황을 파악안 후의 다음 단계는 분석의 단계가 된다. 이것은 잠정적으로 정의된 조직을 시험과 진단의 과정을 통하여 조직의 정의가 타당성 있게 내려졌는가 또는 완전히 잘못 정의되지 않았는가를 확인하며 조직내에 있는 특별한 장점은 무엇이고, 단점은 또 무엇인가를 요약하는 단계인 것이다. 조직에 대한 시험은 외부시험과 내부시험의 2가지가 있다.

#### 외부시험
이것은 조직체 내부로 침투할 수 없는 경우에는 몇 개의 선택된 인풋에 의한 아웃풋을 판단함으로써 조직에 대한 시험을 할 수 있는 방법이다. 예를 들면 상대방 경쟁회사의 판매정책을 알기 위하여 그 회사에 어느 일정량의 제품을 주문하는 인풋을 가함으로써, 그 반응이 어떠한가 하는 아우트풋을 얻게 된다. 이와 같은 시험은 일종의 반응시험이라 할 수 있다.

#### 내부시험
조직체 내부에 직접 들어가 조사하는 방법을 내부시험이라 하며, 이것은 외부시험보다 비교적 용이하게 수행할 수 있다.
(1) 탐침(prode)의 이용 ― 조직체의 각 요소간의 구조나 관계를 해치지 않고 탐침을 가한다. 예를 들면 회사내의 정보의 흐름에 대한 시험은 각 요소간을 조사하여 '어디서' '어디까지' '얼마의 양' 등을 발견한다. 여기에서 문제시되는 것은 이와 같은 시험은 시간과 노력을 요하게 되며, 어떻게 경비를 절약할 수 있느냐 하는 문제라 할 수 있다. 따라서 가장 필요한 요소간이나 중요한 요소 사이가 무엇인가를 발견하는 것이 중요하게 된다.

#### 시스템 시뮬레이션
조직의 정확한 상황을 알기 위하여 실제의 조직과 같거나 또는 적어도 특성을 나타내는 것만이라도 같은 모델을 만드는 과정은 조직분석에서 대단히 중요한 부문이 된다. 그리고 이와 같은 시뮬레이션은 아직까지 존재하고 있지 않은 가상조건에 대한 실험적 테스트도 포함된다.
시뮬레이션 형성과정은 간단한 것은 손으로 가능하며 복잡하고 대규모적인 경우는 복잡한 전자계산기를 이용한다. 이용되는 언어는 DYNAMO, GPSS-Ⅲ 및 SIMSCRIRT 등이 있으며, 조직의 성질에 따라 적당히 쓰인다.

### 시스템의 개선
시스템분석의 최종 단계는 기존의 조직을 개선시키거나 또는 새로운 조직을 설계하는 단계가 된다. 조직의 비능률적인 면 또는 기능이 제대로 움직일 수 없는 조직을 변경시키는 단계인 것이다.
그러나 조직분석에 의해 변경이 불가피하다고 인정될 때에도 변화시킨다는 문제에 대하여 심각히 고려하여야 한다. 조직을 구성하고 있거나 또는 운영하는 중요 멤버는 역시 인간이다. 따라서 기존조직 내지 질서에 대한 변화가 인간에게 어떠한 반응을 일으키게 하느냐 하는 문제는 반드시 심각히 고려하여야 될 사항이다. 인간은 기존 또는 옛날 것에 집착하려는 성질과 동시에 항상 새로운 것을 추구하려는 본능이 공존한다는 인간 행동적인 면을 잘 이용하여야 된다. 그러므로 시스템분석을 위해서는 행동과학(行動科學)에 대한 연구도 수반되어야 한다.

### 조직개선의 방안

#### 기준의 설정
표준화되고 정확히 정의된 기준치를 이용, 조직을 설계하거나 구성한다면 제한된 문제만을 야기시킬 수 있는 조직의 창조나 유지는 비교적 쉽게 될 수 있다.

#### 정보취급의 개선
조직내에서 흐르고 있는 정보를 어느 정도 통제하고 취급할 수 있느냐 하는 능력의 문제는 현재 운영되고 있는 의사결정의 문제나 또는 장기계획상의 제반문제에서 중요한 영향을 미치기 때문에 정보취급을 개선한다는 문제는 대단히 중요하다. 특히 비용의 문제에서 볼 때 이것은 물리적인 개선보다 낮은 비용으로 가능하므로 더욱 중요하다.

#### 목표와 제한조건의 수정
전자계산기의 이용으로 각종 데이터의 기억이나 또 이것을 발췌하여 이용할 수 있는 기술의 발달로 조직의 목표를 수정하고 제한 조건을 변경시킨다는 것은 가능하게 되었다. 전체조직의 목적을 수행하기 위한 부차조직(sub-system)의 목적과 제한조건이 불합리한 경우 이 양자의 수정은 다방면의 조사로 가능하게 된다.

### 조직개선의 목적
조직의 정의와 분석을 통하여 특정한 목표를 성취하기 위한 조직의 개선 및 설계가 조직의 분석이라 할 수 있으며, 이것은 어떠한 레벨의 조직에서도 적용되며 '전체 조직'적인 측면에서 생각되어야 한다.

## 같이 보기
- 소프트웨어 구조
- 엔터프라이즈 아키텍처
- 시스템 설계
- 사이버네틱스
- 체계 이론
- 경영분석
- 비용 효과 분석
- 나선 모형
- 폭포수 모델
- 그레고리 베이트슨
- 버크민스터 풀러